# Husejnija džamija
Husejnija džamija džamija je u Gradačcu proglašena nacionalnim spomenikom Bosne i Hercegovine. Sagradio ju je kapetan Husein Gradaščević 1826. godine i predstavlja njegov najveći arhitektonski doprinos. Nacionalni spomenik sastoji se od: džamije, abdesthane, knjižnice, harema s nišanima i ulaznih vrata.
Vanjske dimenzije džamije (uključujući sofe) su: 18,59 x 13,90 metara. Sadrži osmerokutnu kupolu i izuzetno visok munaru (25 metara). Tri osmerokutne kupole nalaze se iznad verande. Islamski ukrasi mogu se vidjeti na vratima, zidovima kao i u unutrašnjosti. Cijeli kompleks okružen je malim kamenim zidom i vratima. Džamija se nalazi oko 40-50 metara izvan gradskih zidina tvrđave Gradačac.
Knjižnica je u prizemlju, dimenzija približno 6,00 x 6,00 metara, smještena u sjevernom kutu dvorišta džamije. Prvotno je bila kupolasta, a danas ima četverovodni krov prekriven bitumenskom šindrom. Knjižnica je radila do 1883. godine. Nije poznato što se dogodilo s knjigama ove knjižnice, niti kakav je bio sastav njezina knjižnog fonda.
U haremu Husejnije džamije nalazi se samo devet nadgrobnih spomenika, među kojima dva manja nišana nemaju natpis, a ostalih sedam natpisa na neš-jeli pismu, pa ih je moguće datirati na osnovu toga. Najstariji datirani nišan datira iz 1854. godine, a najmlađi iz 1918. godine.

## Vanjske poveznice
|  | Zajednički poslužitelj ima još gradiva o temi Husejnija džamija |